# Griphapex scutellaris
Griphapex scutellaris är en skalbaggsart som beskrevs av Jordan 1894. Griphapex scutellaris ingår i släktet Griphapex och familjen långhorningar. Inga underarter finns listade i Catalogue of Life.